# Enicospilus simandrius
Enicospilus simandrius là một loài tò vò trong họ Ichneumonidae.